# Emmanuel Sarki
Emmanuel Sarki (Kaduna, Nigeria, 26 de diciembre de 1987) es un futbolista nigeriano, naturalizado haitiano. Se desempeña como centrocampista y actualmente milita en el Odra Wodzisław de Polonia.

## Trayectoria
Sarki comenzó su carrera en el Ranchers Bees, equipo local de Kaduna, donde permaneció hasta el 2002, cuando fue fichado por el Gowis International. En ese equipo solo duró una temporada hasta que en 2003 fue fichado por el Chelsea FC de Inglaterra. En el Chelsea no logró disputar ningún partido, por lo que en julio de 2004 fue cedido al Ajax Cape Town de Sudáfrica. En ese club duró hasta septiembre de 2005, cuando fue cedido en préstamo al Lyn Oslo de Noruega. Con el equipo noruego permaneció solamente 3 meses, antes de regresar al Chelsea. Luego, en enero de 2006, Sarki fue cedido en préstamo al KVC Westerlo de Bélgica hasta el 2010, luego de no haber podido obtener su permiso de trabajo para jugar en la Premier League. Con el Westerlo solamente ha anotado un gol en 72 partidos disputados. Sin embargo, el 3 de agosto de 2010, luego de que su período de cesión con el Westerlo finalizara, el Chelsea le rescindió su contrato. Luego, Sarki estuvo a prueba en el St. Gallen de la Super Liga Suiza, aunque no logró quedarse en el club.
El 7 de septiembre de 2010, Sarki fue contratado por el FC Ashdod de la Ligat ha'Al de Israel.

## Selección nacional
Sarki ha sido internacional con la selección de Nigeria sub-17 y sub-20. Con la sub-17, Sarki disputó la Copa Mundial de Fútbol Sub-17 de 2003, mientras que con la sub-20, Sarki disputó el Campeonato Juvenil Africano de 2007, en el que anotó un gol ante Egipto.
En agosto de 2014 fue convocado por Marc Collat, seleccionador de Haití, para disputar un amistoso ante Chile el 9 de septiembre. Sarki tiene orígenes haitianos del lado de su abuelo materno.

## Clubes
| Club                       | País       | Año         |
| -------------------------- | ---------- | ----------- |
| Lyn Oslo                   | Noruega    | 2004 - 2005 |
| Chelsea FC                 | Inglaterra | 2006 - 2010 |
| KVC Westerlo (cedido)      | Bélgica    | 2006 - 2010 |
| FC Ashdod                  | Israel     | 2010 - 2011 |
| Waasland-Beveren           | Bélgica    | 2011 - 2012 |
| Wisła Cracovia             | Polonia    | 2012 - 2016 |
| AEL Limassol FC            | Chipre     | 2016        |
| Partizán Bardejov          | Eslovaquia | 2018 - 2019 |
| Węgrzcanka Węgrzce Wielkie | Polonia    | 2019        |
| Odra Wodzisław             | Polonia    | 2019 -      |